# Alicia Rhett
Alicia Rhett (née le 1er février 1915 à Savannah, Géorgie et morte le 3 janvier 2014  à Charleston) est une actrice et une artiste peintre américaine.
Elle est notamment connue pour son rôle d'India Wilkes dans le film Autant en emporte le vent.

## Biographie

### Enfance et formation
Alicia Rhett est née à Savannah.

### Carrière
Après le succès d'Autant en emporte le vent, Alicia Rhett se retire du monde du cinéma.

### Mort
Elle meurt le 3 janvier 2014 à l'âge de 98 ans,,,.

## Filmographie

### Cinéma
- 1939 : Autant en emporte le vent : India Wilkes